# The Sponge Who Could Fly
The Sponge Who Could Fly (The Lost Episode), in Nederland bekend als De spons die wil vliegen (de verloren episode) is een dubbele aflevering van de succesvolle Amerikaanse Nickelodeon-tekenfilmserie SpongeBob SquarePants uit seizoen 3. De aflevering werd in Amerika voor het eerst uitgezonden op 21 maart 2003 en werd bekeken door 7 miljoen mensen. De aflevering was gesponsord door Burger King, die speeltjes van de aflevering bij de bestellingen stopte.
The Sponge Who Could Fly bestaat uit een live-action-deel en een geanimeerd deel, dat betekent dat het het formaat heeft van een "aflevering in een aflevering". In het live-action-deel presenteert Patchy de Piraat (Tom Kenny) een nieuwe aflevering van SpongeBob SquarePants. In het geanimeerde deel probeert SpongeBob te vliegen.

## Verhaal
In het live-action-deel wil Patchy de verloren episode van SpongeBob SquarePants presenteren; maar hij is hem zelf verloren. Hij gebruikt een schatkaart, die hem naar een speeltuin leidt waar de tape in een schatkist ligt. Als Patchy de aflevering start, loopt SpongeBob alleen maar rondjes, wat Patchy boos maakt en van al zijn SpongeBob-spullen af wil. Enkele momenten later begint de echte aflevering, wat hem weer blij maakt.
Het geanimeerde deel begint met SpongeBob die met de kwallen wil vliegen. Hij probeert verschillende vliegmachines, maar al deze machines vliegen niet lang. Hij probeert een dubbeldekker, een tuinstoel met ballonnen en een grote vlieger aangedreven met een fiets. Na deze mislukte pogingen wordt SpongeBob "De Kanarie van Bikinibroek" genoemd. Uiteindelijk vindt hij een oplossing om te vinden - een opblaasbare broek. Hij wordt nu door alle inwoners van Bikinibroek gevraagd om klusjes voor hem op te knappen, en wanneer hij weigert, wordt hij alleen achtergelaten in het kwallenvisveld, zonder zijn broek (die uit elkaar is geknapt door een levende kanonskogel). Uiteindelijk beslist hij dat vliegen niet voor hem is bedoeld.
Na de aflevering, in een ander live-action-deel, wil Patchy de aflevering opnieuw zien. Hij weet echter niks over technologie, en hij vernielt per ongeluk de tape.